# ماریوس مولر
ماریوس مولر (انگلیسی: Marius Müller؛ زادهٔ ۱۲ ژوئیهٔ ۱۹۹۳) بازیکن فوتبال باشگاه لایپزیگ اهل آلمان است.
از باشگاه‌هایی که در آن بازی کرده‌است می‌توان به باشگاه فوتبال کایزرسلاوترن اشاره کرد.
وی همچنین در تیم ملی فوتبال جوانان آلمان بازی کرده‌است.